# Валяк
Валякът е самоходна или прикачна строителна машина, предназначена преди всичко за земни работи. Служи за трамбоване, уплътняване и изравняване на почва, чакъл, баластра, пясък или асфалт при строителство на пътища, площадки, летищни полоси и др., при които експлоатационното натоварване на единица площ е значително.
Първите валяци са задвижвани от коне. Парните машини изместват коня през ХІХ век. В някои страни тяхната употреба продължава до 1950 година, а в отделни случаи дори до 70-те години на ХХ век. През ХХ век поради по-добрите показатели и по-лесната експлоатация се използват двигатели с вътрешно горене – бензинови, керосинови и дизелови.
Основната им съставна част е голям цилиндър, който служи както за колело, така и за извършване на работа. Масата им е от 1 до 16 тона.